# De Kleine Veer
De Kleine Veer is een kleine molen in de Veerpolder in Haarlem.
De molen is in 1992 gebouwd. De molen is maalvaardig en bemaalt de oeverlanden aan de Liede. Het molentje heeft een veer als windvaan en heeft de status gemeentelijk monument.